# 洛什卡里夫卡 (克里维里赫区)
洛什卡里夫卡（烏克蘭語：Лошкарівка），是烏克蘭中部第聶伯羅彼得羅夫斯克州克里維里赫區的村庄，處於巴扎夫盧克河左岸，距離尼科波爾區的洛什卡里夫卡2公里，海拔高度41米，2001年人口278。